# Maolan
Maolan är en ort i Kina. Den ligger i provinsen Guizhou, i den sydvästra delen av landet, omkring 200 kilometer sydost om provinshuvudstaden Guiyang. Antalet invånare är 848.